# Ищенко, Алексей Максимович
Алексей Максимович Ищенко (укр. Олексій Максимович Іщенко; род. 29 сентября 1951 года, Барнаул, РСФСР, СССР) — украинский политик. Председатель Броварского городского совета народных депутатов (1989—1998), депутат Верховной рады Украины (1998—2002), первый заместитель министра регионального развития и строительства Украины (2008—2009). Кандидат технических наук (2003).

## Биография
Родился 29 сентября 1951 года в городе Барнаул. Украинец.
В 1969—1971 годах — слесарь, на заводе «Торгмаш», Бровары.
В 1971—1973 годах — служба в Советской Армии.
С 1973 года — инженер-технолог, с июля 1977 по октябрь 1978 года — заместитель начальника слесарно-сварочного цеха завода «Торгмаш».
В 1978 году окончил Киевский автомобильно-дорожный институт, инженер-строитель, специализация «Строительство мостов и тоннелей». 
В 1982 году окончил Высшую партийную школу при ЦК КПУ. С августа 1982 года по июль 1984 года — заведующий отделом пропаганды и агитации, с июля 1984 года по март 1988 года — заведующий организационным отделом, с марта 1988 года по февраль 1989 года — второй секретарь Броварского горкома КПУ.
С февраля 1989 года по март 1998 года (с перерывом в 1990-1991 годах) — председатель Броварского городского совета народных депутатов.
Народный депутат Украины III созыва (1998—2002) от избирательного округа № 96 Киевской области. Получил 15.6 % голосов, опередив 21 соперника; явка на выборах составила 70.8 %. В Верховной раде был членом фракции НДП (май 1998—январь 1999), внефракционным депутатом (январь—февраль 1999), членом фракции СДПУ (о) (с февраля 1999). Был заместителем председателя Комитета по вопросам государственного строительства, местного самоуправления и деятельности советов (с июля 1998).
С июня 2002 года по январь 2005 года — заместитель Главы Администрации Президента Украины, руководитель Главного управления организационно-кадровой работы и взаимодействия с регионами.
В 2003 году защитил в Национальном транспортном университете кандидатскую диссертацию на тему «Разработка методики расчёта на температурную трещиностойкость асфальтобетонного покрытия искусственных сооружений автомобильных дорог».
С февраля 2005 года работал в группе строительных компаний «Планета».
С августа по сентябрь 2006 года — руководитель Службы Премьер-министра Украины.
С сентября 2006 года по февраль 2007 года — заместитель министра строительства, архитектуры и жилищно-коммунального хозяйства Украины.
Член СДПУ(О) (с 1999); член Политсовета СДПУ(О) (с июня 2000); член Политбюро СДПУ(О) (с марта 2003); секретарь Киевского обкома СДПУ(О) (с июня 2004).
Увлечения: спорт, театр, охота, книги.

## Награды
- Орден «За заслуги» II степени;
- Почётный знак отличия Президента Украины (август 1996);
- Почётная грамота Кабинета Министров Украины (декабрь 2000);
- Заслуженный строитель Украины (январь 2001).

## Семья
Отец — Максим Алексеевич Ищенко (1924-1996), инженер, участник Великой Отечественной войны; мать — Екатерина Васильевна Ищенко (род. 1926), пенсионерка. Жена — Лариса Васильевна Ищенко (род. 1964), учитель. Дети: сын Александр (род. 1975) — экономист; дочь Анна (род. 1999).